# 聖靈主教座堂 (明斯克)

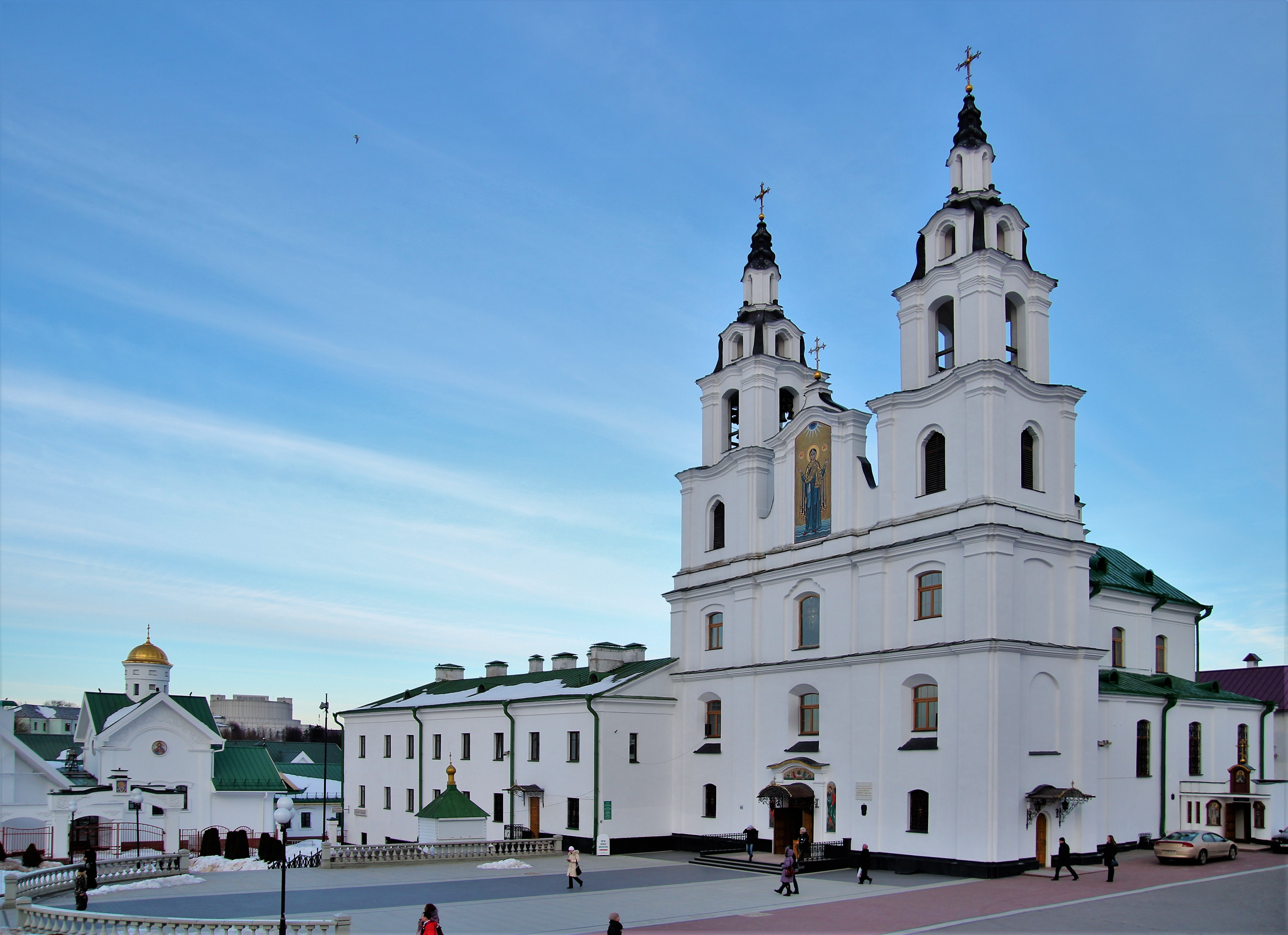
聖靈主教座堂

聖靈主教座堂是位於白俄羅斯首都明斯克的一座正教會的教堂，奉獻給聖靈。聖靈主教座堂也是白俄羅斯正教會最主要的教堂。聖靈主教座堂的歷史可以追溯至1633年至1642年，當時這座教堂是一座熙篤會修道院。在十月革命後，教堂層一度被關閉。
 维基共享资源上的相關多媒體資源：聖靈主教座堂
53°54′18″N 27°33′22″E / 53.90500°N 27.55611°E